# Plintovec
Plintovec je naselje v Občini Kungota.
Na Plintovcu se je rodil slovenski pisatelj Janez Švajncer.